# Stanislav (Jersón)
Stanislav (en ucraniano: Станіслав) es un pueblo ucraniano perteneciente al óblast de Jersón. Situado en el sur del país, forma parte del raión de Jersón y es centro del municipio (hromada) homónimo.

## Toponimia
El nombre del lugar en ruso es también Stanislav (en ruso: Станислав).

## Geografía
Stanislav se encuentra en el limán del Bug y Dniéper, 25 km al oeste de Bilozerka y a 30 km de Jersón.

## Historia
El pueblo fue mencionado por primera vez en 1714. En la primera mitad del siglo XIX, el pueblo comenzó a crecer rápidamente gracias a los inmigrantes de las regiones centrales de Ucrania.
En la época de la Unión Soviética, Stanislav estaba asignada al raión de Bilozerka del óblast de Jersón. Durante el Holodomor (1932-1933), murieron al menos 62 habitantes del pueblo
El raión de Bilozerka fue abolido en julio de 2020 como resultado de la reforma administrativa de los distritos de Ucrania, que redujo el número de raiones del óblast de Jersón a cinco, fusionando el territorio del raión de Bilozerka, incluido Stanislav, con el raión de Jersón.
Con el comienzo de la invasión rusa de Ucrania, Stanislav, junto con gran parte del resto del óblast de Jersón, cayó rápidamente bajo la ocupación rusa. Estuvo ocupada desde esta fecha hasta el 10 de noviembre de 2022, cuando las fuerzas ucranianas liberaron Stanislav como parte de la contraofensiva de Jersón de 2022.Debido a su ubicación en la costa del limán del Bug y Dniéper, Stanislav sigue siendo un asentamiento de primera línea y ha sido objeto de bombardeos rusos.

## Demografía
La evolución de la población de Stanislav entre 1886 y 2001 fue la siguiente:
| 3131                                                          | 5068 | 4941 |
| (Fuente: Cities & Towns of Ukraine y UKRAINE: Größere Städte) |      |      |

Según el censo de 2001, la lengua materna de la mayoría de los habitantes, el 88,24%, es el ucraniano; del 9,78%, el ruso.

## Infraestructura

### Transporte
Por el pueblo pasa la carretera territorial T-15-01 (Jersón-Oleksándrivka).